# Санґушко Андрій Григорович
Андрій Сангушко (*бл. 1553 — 1591) — магнат часів Речі Посполитої.

## Життєпис
Походив з Ковельської гілки литовсько-українського роду Сангушків гербу Литовська Погоня. Єдиний син Григорій Сангушко та Анастасії Горностай. Народився близько 1553 або трохи пізніше. У 1555 році втратив батька. Виховувався дідом Василем Сангушком. У середині 1560-х років помирає мати Андрія. напочатку 1570-х років одружився з Софією, представницею впливового литовського роду Сапіг.
Не виявляв бажання брати участь удержавних справах, не обіймав жодного уряду. Водночас приділяв увагу накопиченню статків та релігійним питанням. Виявляв інтерес до можливого укладання унії між православною та католицькою церквами. Помер 1591 року.

## Родина
Дружина — Софія, донька Павла Сапіги, каштеляна київського
Діти:
- Семен Самуйло (д/н—1638), воєвода вітебський
- Олена, дружина Кшиштофа Жижемського, підсудка мінського
- Єронім, єпископ метонський